# Caius Flavius Fimbria (consul en -104)
Pour les articles homonymes, voir Flavius Fimbria.
Caius Flavius Fimbria est un homme politique de la République romaine, consul pour l'an 104 av. J.-C.

## Famille
Il est membre de la famille plébéienne des Flavii. 
Il est le père de Caius Flavius Fimbria, un partisan de Caius Marius qui fait face à Sylla en Orient.

## Biographie
Il n'a pas été tribun de la plèbe, peut-être ayant échoué aux élections. Il est préteur au plus tard en l'an 107 selon les dispositions de la lex Villia,.
En 104, il est consul avec Caius Marius, étant un homo novus lui aussi. Il apparaît comme signataire de la table d'Alcantara avec Caius Marius.
En 103, ou peut-être vers 106, accusé de concussion par Marcus Gratidius dans sa province (post-préture ou post-consulat), dont le nom ne nous est pas parvenu, il est acquitté, malgré le témoignage à charge du princeps senatus Marcus Aemilius Scaurus.
En 100, il est un des consulaires qui participe à la défense de la République contre la rébellion armée lancée par tribun de la plèbe populares Lucius Appuleius Saturninus,.
Cicéron le décrit comme « un avocat brusque et de mauvaise humeur. Il est mordant, satirique, et en général trop passionné et trop véhément ; toutefois son zèle, ses mœurs, et l'énergie de son caractère lui donne de l'autorité au Sénat. Du reste, il plaide avec quelques succès, connaît le droit civil, et porte dans ses discours toute l'indépendance de sa vertu » et « un homme magnanime et un conseiller sage ».